# Раквіц
Раквіц (нім. Rackwitz) — громада в Німеччині, розташована в землі Саксонія. Входить до складу району Північна Саксонія.
Площа — 39,92 км2. Населення становить 5317 ос. (станом на 31 грудня 2020).
Комуна поділена на 7 сільських округів.

## Історія
З доісторичних часів територія Раквіца була заселена слов'янськими племенами[джерело?].

## Галерея

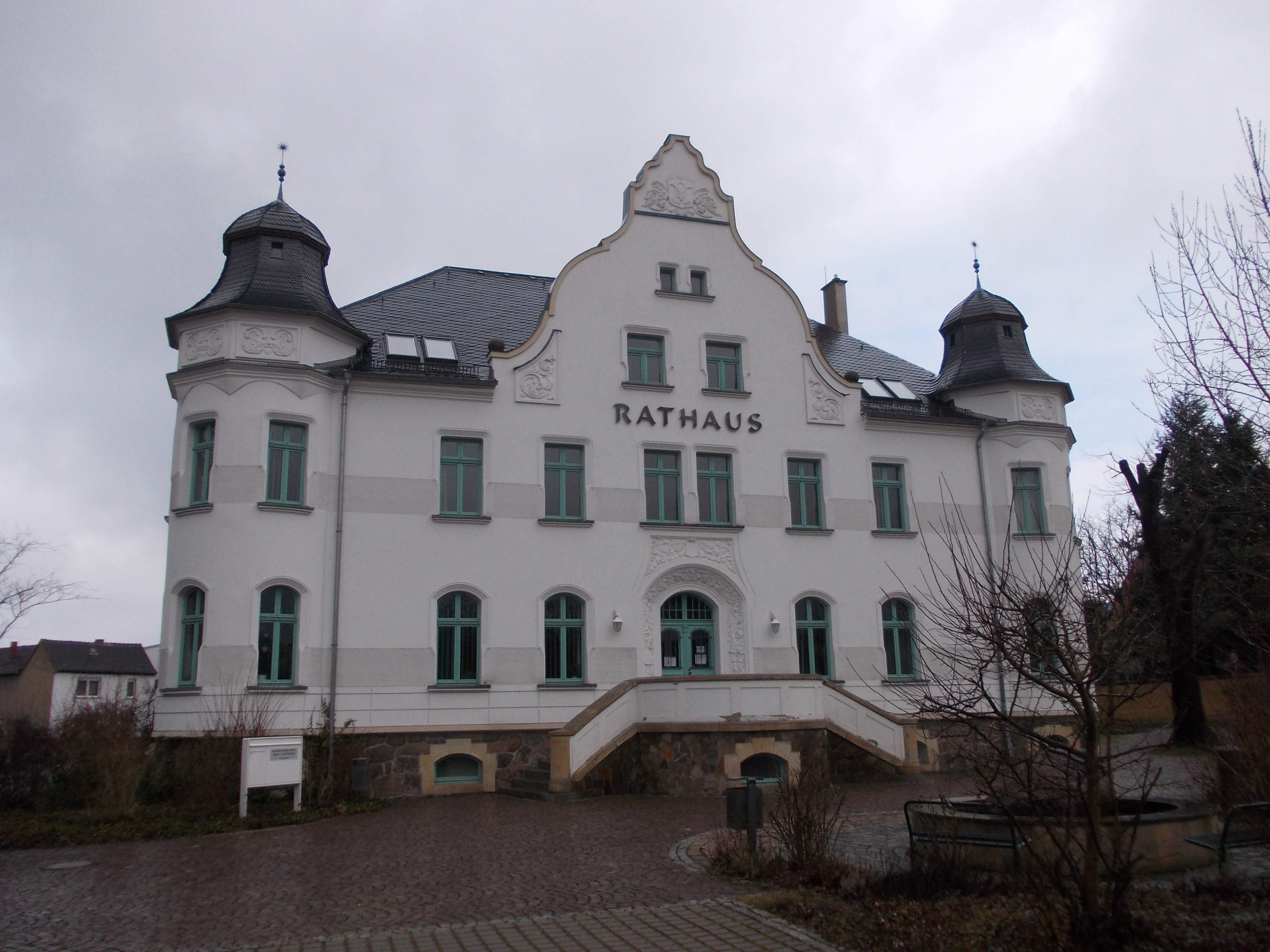
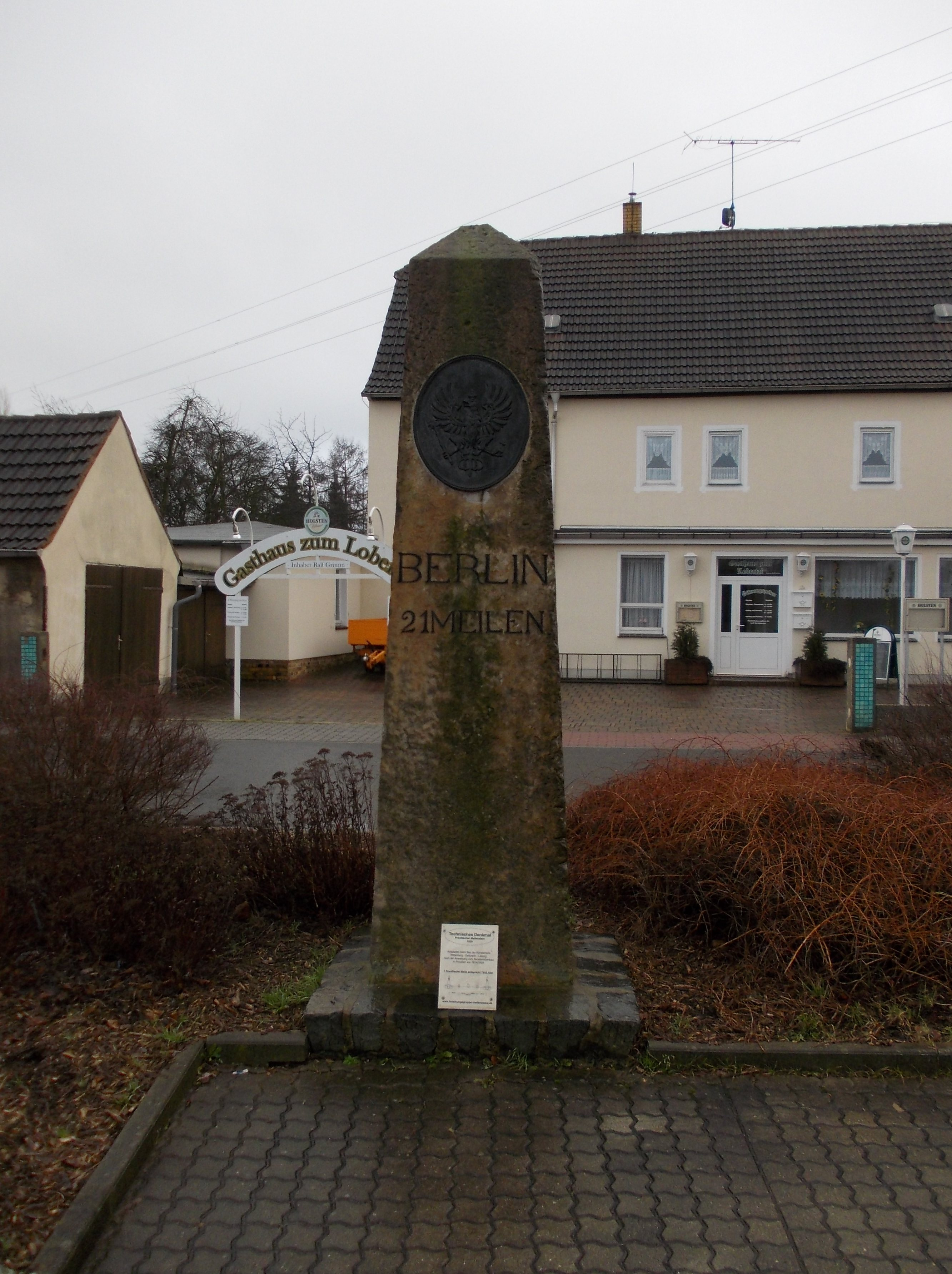
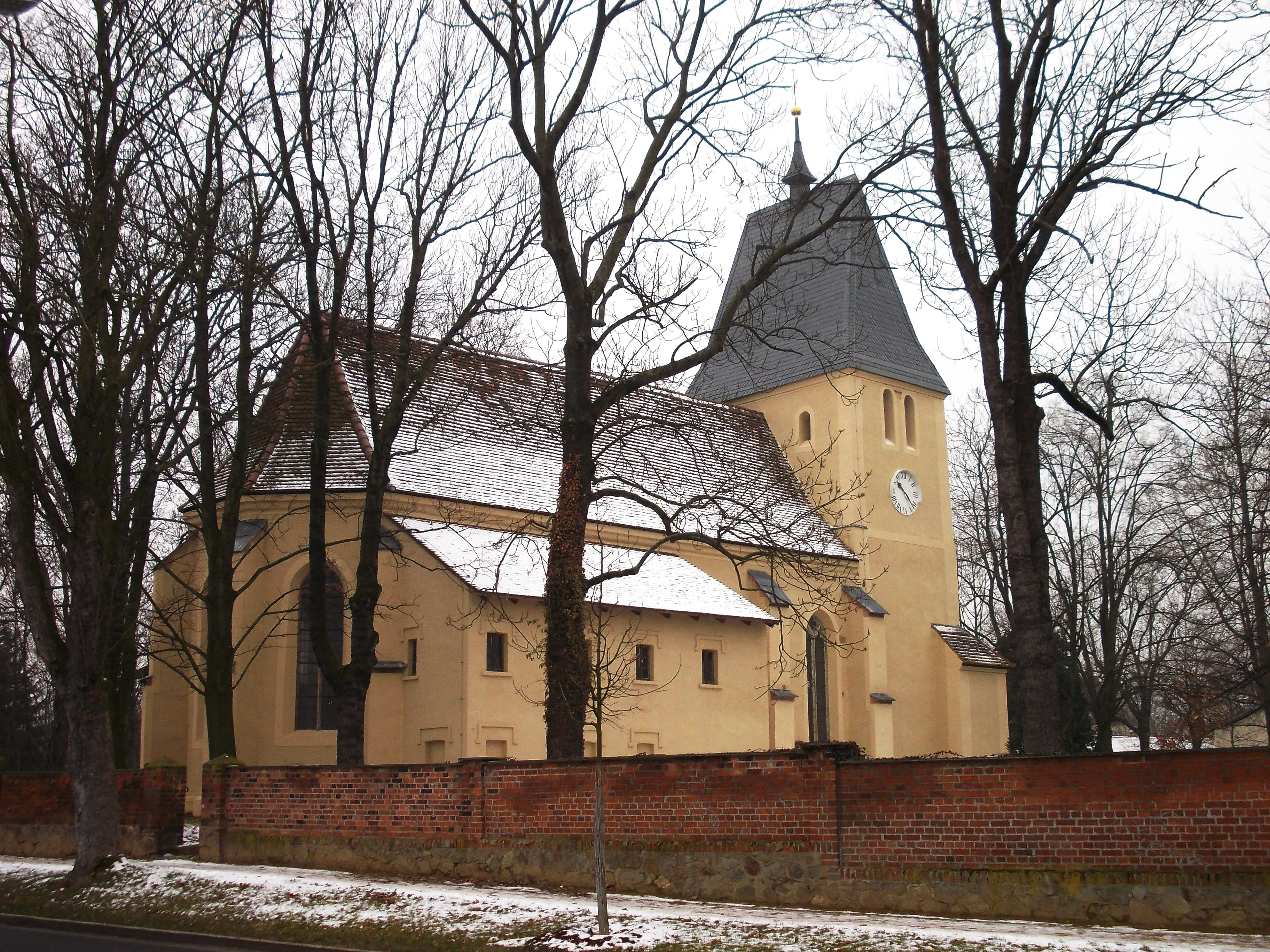
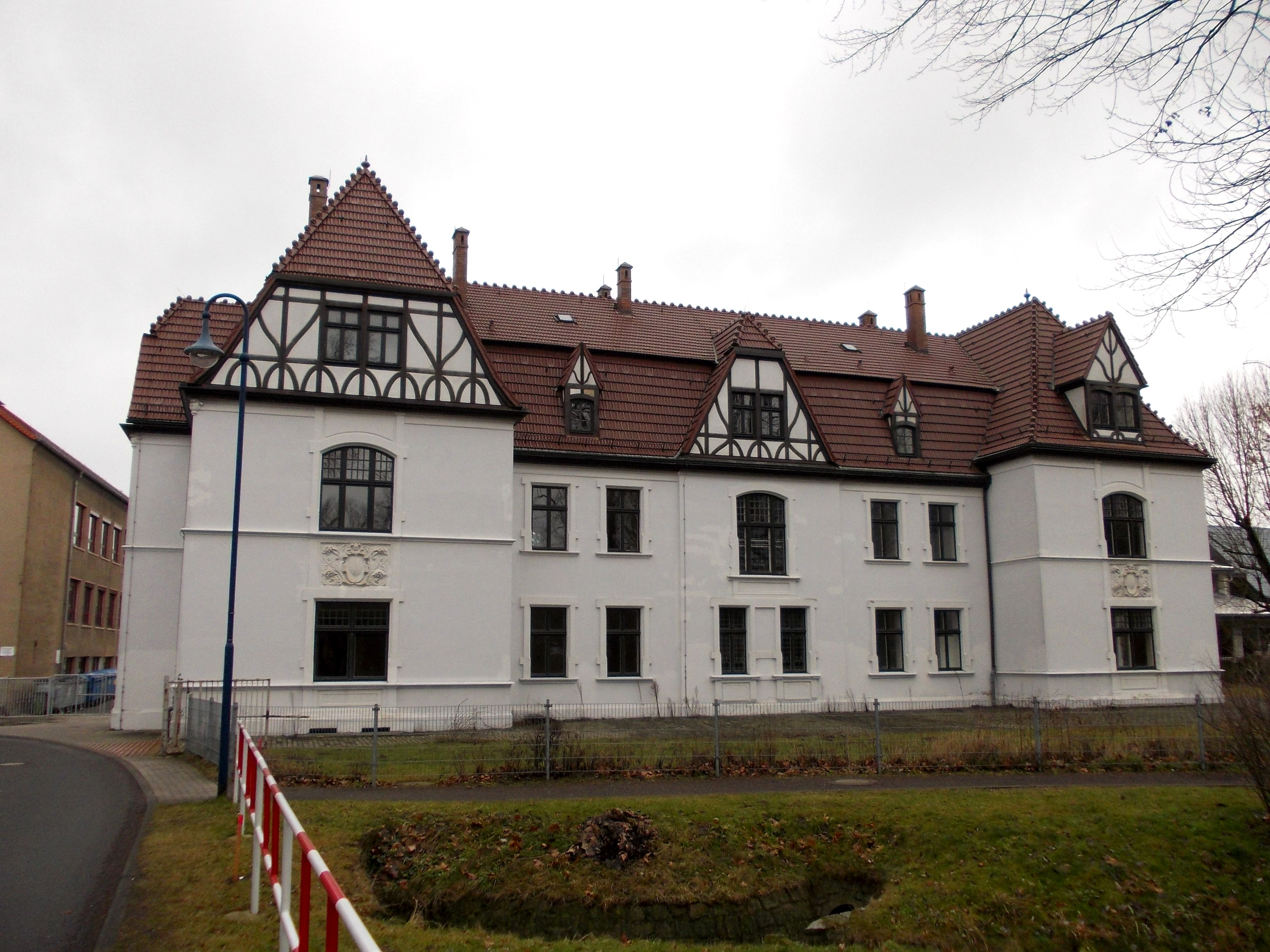
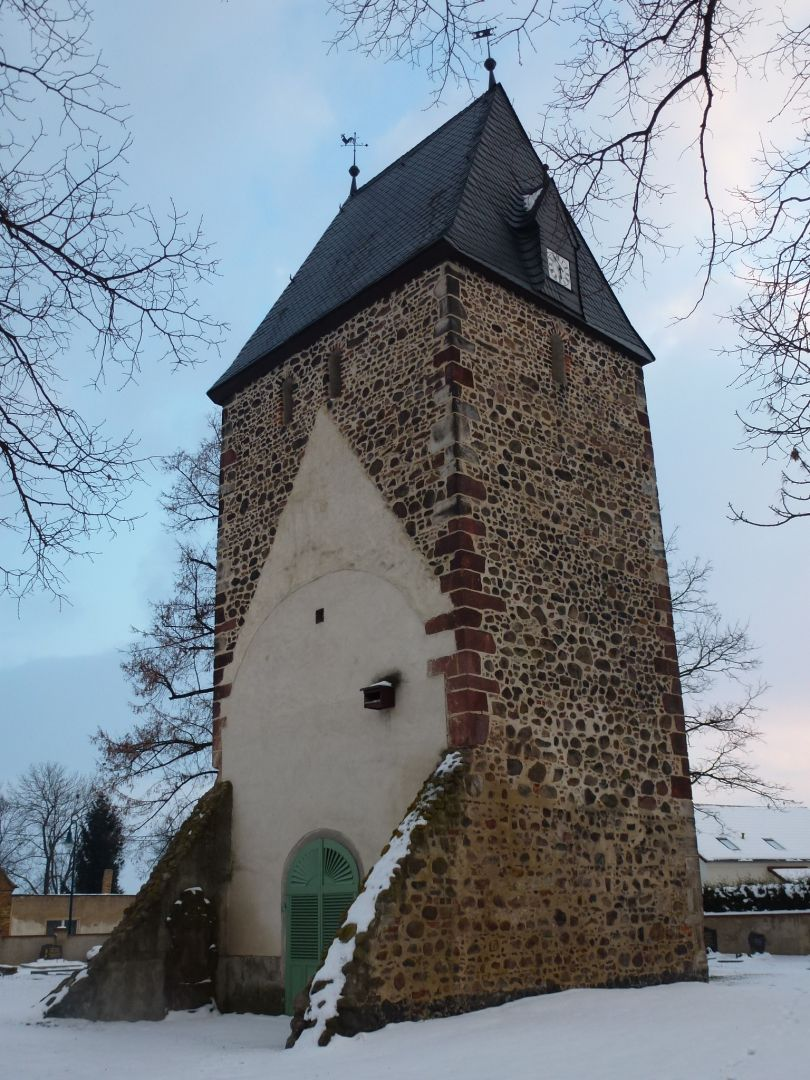
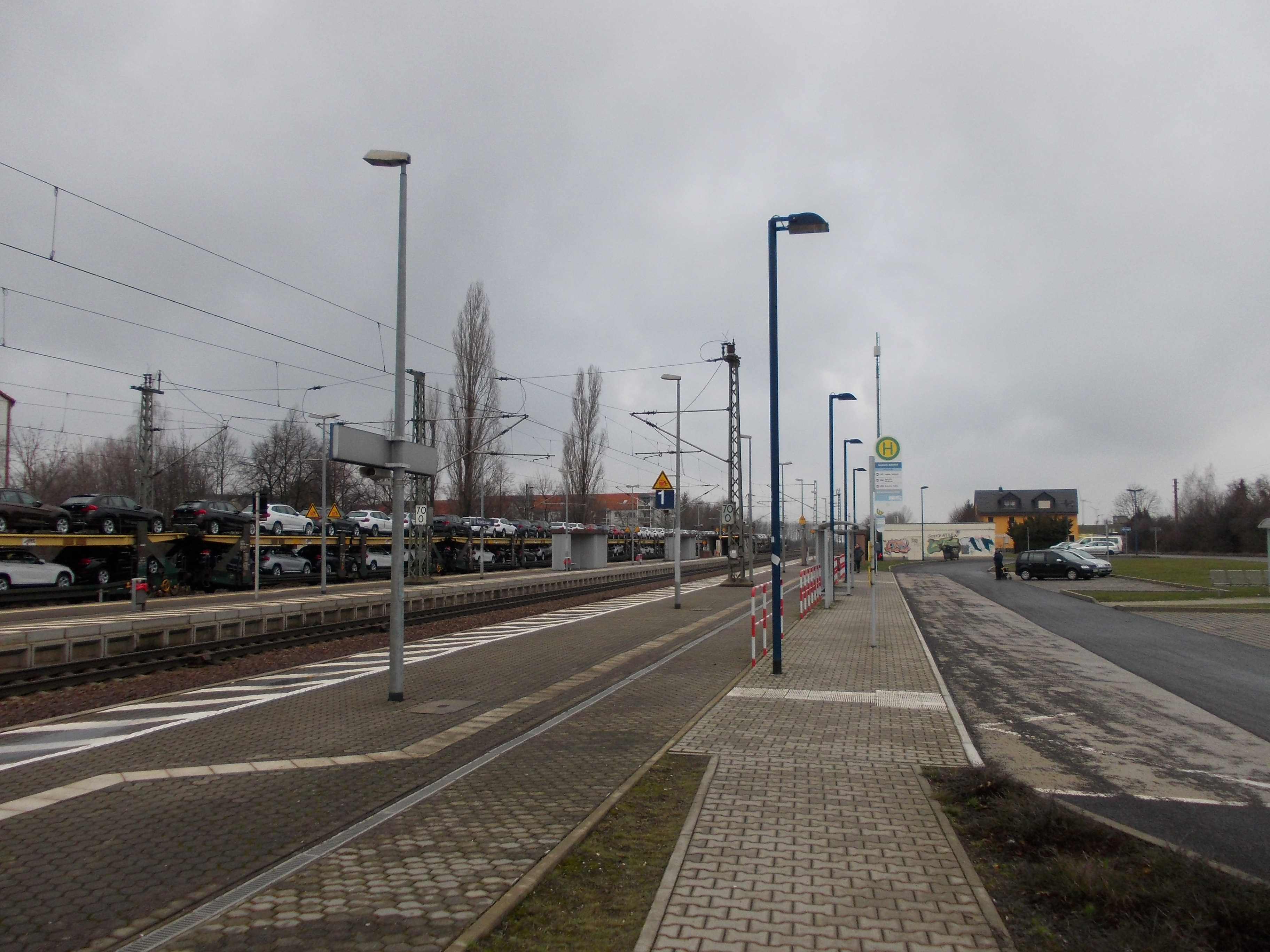